# 大谷地駅 (国鉄)
大谷地駅（おおやちえき）は、かつて北海道札幌市白石区栄通にあった日本国有鉄道（国鉄）千歳線の駅（廃駅）である。事務管理コードは▲131403。
北海道鉄道の開業時に開駅した。千歳線の線路付け替えの時に当該区間であったこの駅は廃止となった。なお、廃止直前の乗降客は1日200人程度だった。

## 歴史

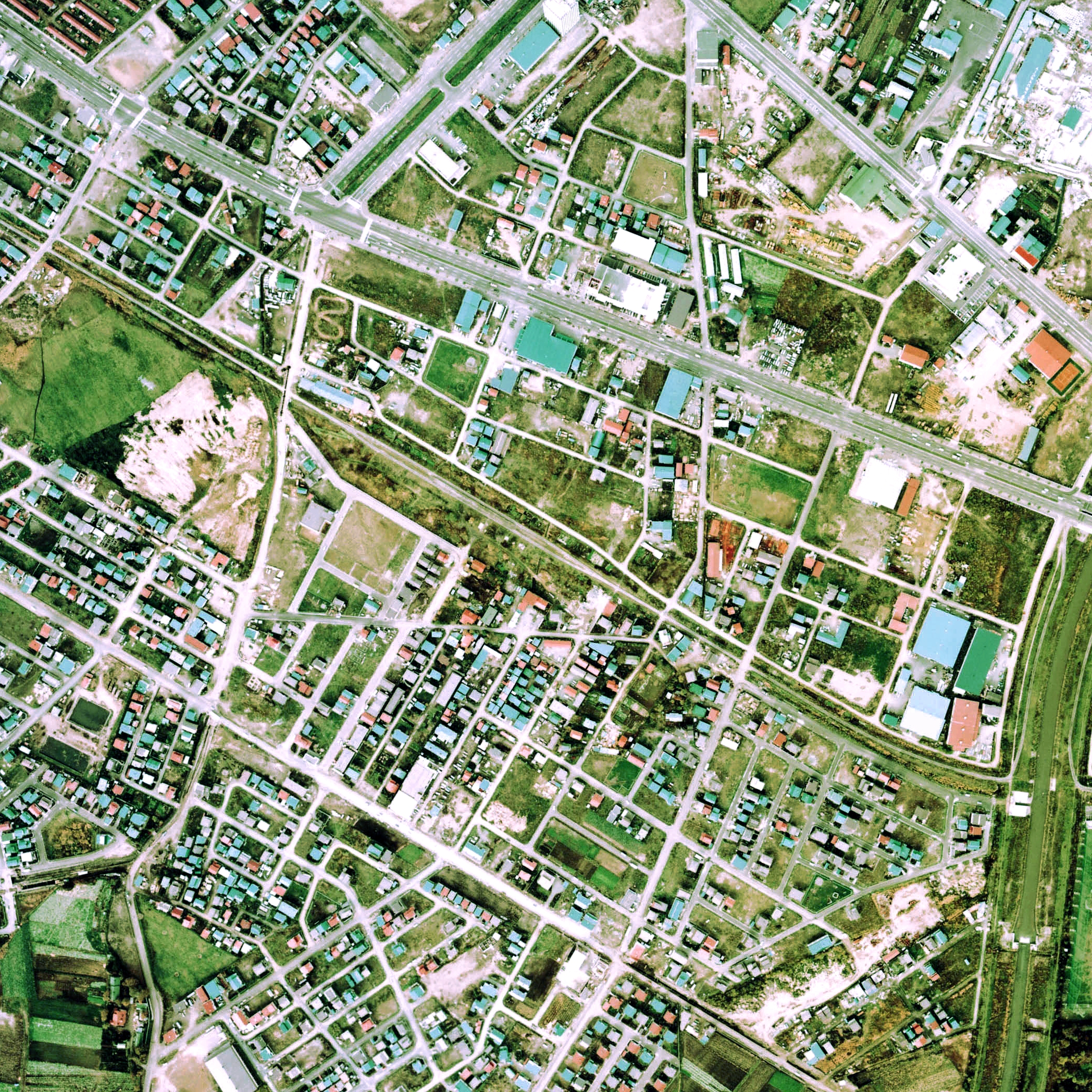
1976年、廃止から3年後の大谷地駅跡と周囲約1 km範囲。左が東札幌方面。この頃はサイクリングロードの整備途中で、島式ホームがまだ残されている。南側にあった駅舎の位置やその左側にあった貨物ホームなども認められる。

- 1926年（大正15年）8月21日：北海道鉄道（2代）札幌線沼ノ端 - 苗穂間開業に伴い開設[1]。貨物駅[3]。
- 1943年（昭和18年）8月1日：北海道鉄道が、戦時買収私鉄に指定され国有化、鉄道省（国鉄）千歳線となる[1]。一般駅[3]。
- 1961年（昭和36年）9月20日：貨物取り扱い廃止[3]。
- 1973年（昭和48年）
  - 9月9日：営業最終日[3]。旧線から新線への切り替え工事前の通過列車が最終停車となる。
  - 9月10日：千歳線線路付け替えによる月寒 - 北広島間廃止にともない、廃駅。国鉄バスが現在の南郷18丁目駅上の清田通に「南郷20丁目」バス停をおき、新札幌駅前との間で代替バスの運行を開始。

## 駅周辺
地名どおり、周辺が大きな湿地帯（谷地）だったことから都市化が遅れた。現役中から現在までに至る施設は周辺には残っていない。

## 現況
廃線上を白石こころーど（旧称・白石サイクリングロード）が通っている。現在近くを通る地下鉄東西線の最寄り駅は大谷地駅ではなく、南郷18丁目駅である。駅跡地は白石東ぼうけん公園（栄通19丁目）になっており、この公園の一角に「当地に大谷地駅があった」という旨の説明が記された看板がある。また、昭和50年代にはホーム跡も残されていた。

## 隣の駅
日本国有鉄道
千歳線（旧線）
月寒駅 - 大谷地駅 - 上野幌駅